# 4th Man Out
4th Man Out ist eine US-amerikanische Filmkomödie aus dem Jahr 2015 nach einem Drehbuch von Aaron Dancik und unter Regie von Andrew Nackman. Der Film handelt von Adam, gespielt von Evan Todd, der sich an seinem 24. Geburtstag gegenüber seinen drei besten Freunden als schwul outet. 4th Man Out feierte seine Weltpremiere am 26. Mai 2015 auf dem kanadischen Inside Out Film and Video Festival, wo er in der Kategorie Bester Spielfilm ausgezeichnet wurde.

## Handlung
Adam arbeitet als Automechaniker in einer Kleinstadt in Upstate New York. Zu seinem 24. Geburtstag lädt er seine drei besten Freunde Chris, Nick und Ortu zu einer Kneipentour ein. Nachdem die Jungs die Nacht durchgefeiert hatten platzt es aus Adam heraus und er outet sich als schwul. Das wirft bei den drei anderen Fragen auf, dürfen sie jetzt noch Witze über Frauen machen oder gemeinsam Football schauen? Will Adam ihnen vielleicht an die Wäsche? Als ihnen dann nach einiger Zeit klar wird, dass sich eigentlich gar nicht soviel geändert hat entscheiden sie sich dazu Adam zu helfen einen Freund zu finden, gar nicht so leicht in einer Kleinstadt, in der jeder Adam als heterosexuellen Automechaniker kennt.

## Hintergrund
4th Man out war der Debütfilm von Regisseur Nackmann und Drehbuchautor Dancik. Die Dreharbeiten dauerten 17 Tage und fanden unter anderem in Albany statt. 
Die Erstveröffentlichung erfolgte im Rahmen des Inside Out Film and Video Festival in Toronto am 26. Mai 2015. Seit dem 5. Mai 2016 steht 4th Man Out als Video-on-Demand in Deutschland zum Streaming bereit. Seit dem 16. September 2016 wird der Film als DVD durch die Edition Salzgeber vertrieben. Der Film wurde unter anderem auf dem Outfest Los Angeles, dem LesGaiCineMad in Madrid, dem TLVFest in Tel Aviv und auf dem Chicago Gay and Lesbian International Film Festival präsentiert.
Der Film wurde bis 2020 nicht synchronisiert und steht ausschließlich als OmU oder in der Originalfassung zur Verfügung.

## Rezeption
Auf Rotten Tomatoes erreicht Label Me eine Kritikerbewertung von 58 Prozent und wird als rotten eingeordnet.
Axel Schock von Sissy schreibt: „‚4th Man Out‘ ist […] kein Coming-out-Film geworden. Adams innere Konflikte, die jahrelangen Ängste, sich vor der Familie und Freunden zu offenbaren, werden nur kurz benannt, aber nicht tiefergehend thematisiert. Vielmehr interessiert sich Nackman in seinem Langfilmdebüt für die Frage, wie die Heterofreunde lernen, mit der neuen Situation umzugehen und sich in schwule Lebenswelten hineinzufühlen […] und sich dann sogar in der Verantwortung sehen, Adam bei der Suche nach einem passenden Lover tatkräftig zu unterstützen. Das alles erzählt Nackman recht amüsant, unterhaltsam, charmant und publikumswirksam[…], allerdings auch überraschend vorhersehbar und risikofrei.“
Die homchrom-Filmreihe schreibt: „Eigentlich hätte man sich diese Komödie bereits vor 10 oder mehr Jahren gewünscht. Die Verdrehung der Probleme und das Spiel mit Hetero- und Homoklischee ist nicht nur entspannt, sondern ebenso unterhaltsam. […] Das angemessene Tempo, der meist sitzende Witz und der Charme der Charaktere lässt über ein paar kleinere Mängel hinwegsehen.“
Das Magazin für schwule Männer, queer.de sieht den Film kritischer: „[Es] werden Adams Erfahrungen lediglich oberflächlich geschildert, im Fokus steht nicht seine Entdeckung einer schwulen Subkultur, sondern die schwierige Beziehung zu seinen besten Freunden. Dass ‚4th Man Out‘ heterosexuelle Bettszenen sowie eine Verlobung bietet, sich bei der Darstellung von homosexueller Intimität jedoch so schwer tut, hat in diesem Kontext einen bitteren Beigeschmack. Bezeichnend für diese Haltung ist ein Kuss zwischen Adam und einem Date, der durch einen vollkommen deplatzierten Furz-Gag abgebrochen wird.“

## Auszeichnungen (Auswahl)
Der Film wurde mit elf Festivalpreisen ausgezeichnet, darunter unter anderem:
Iris-Preis 2015
- Preisträger in der Kategorie Bester Langfilm

Out on Film 2015
- Publikumspreis als bester Langfilm

Outfest Los Angeles 2015
- Publikumspreis als bester Spielfilm

Philadelphia International Gay & Lesbian Film Festival 2015
- Preisträger in der Kategorie Bestes Regiedebüt für Andrew Nackmann